# Раджа Рам
Раджа Рам — псевдоним Рональда Ротфилда (англ. Ronald Rothfield, р. 18 декабря 1941) — австралийский музыкант и владелец британского звукозаписывающего лейбла TIP World records.

## Биография
Рам покинул Австралию в конце 1950-х, чтобы начать паломничество хиппи. Позже он вернулся в Австралию и изучал флейту в Мельбурнской консерватории. В 1965 году Рам отправился в Нью-Йорк для изучения джаза. Он был одним из основателей группы психоделического рока Quintessence, в конце 1960-х и в начале 1970-х, играл на первых двух Гластонберийских фестивалях в 1970 и 1971 годах.
Вскоре после этого Рам оставил музыкальную карьеру по личным причинам и стал продавцом. В 1980 году он вернулся к занятиям музыкой, интересуясь новой электронной музыкой, как и Гоа Гил.
В 1994 году с Грэмом Вудом основывает TIP records, который вскоре стал одним из самых известных Goa Trance-лейблов. В 1999 году Рам по новой основывает TIP World records.
Он сотрудничал с Shpongle, The Mystery of the Yeti, The Infinity Project, The Zap!, Cyberbabas, где он работал совместно с Гоа Гилом. Является основателем 1200 Micrograms. Он часто играет на флейте как сессионный музыкант при записях треков.
Рам женат на Нита Деви, и у них дочь по имени Шастра. У него есть и внучка по имени Белла.